# Arthur Kane
Arthur Harold Kane (New York, 3 febbraio 1949 – Los Angeles, 13 luglio 2004) è stato un chitarrista e bassista statunitense.
Conosciuto soprattutto per essere stato il bassista del pionieristico gruppo glam rock dei New York Dolls. Nel documentario del 2005 sulla storia della band intitolato New York Doll, Kane riferì che il suo soprannome, Arthur "Killer" Kane, derivava dal primo articolo scritto sui Dolls scritto dalla stampa musicale nel quale il giornalista aveva descritto il suo modo di suonare il basso con la parola "killer". Inoltre suggerì anche che era stato ispirato dal nome di un personaggio del serial televisivo Buck Rogers, il malvagio "Killer Kane".
Kane rimase nei Dolls dalla loro fondazione nel 1971 fino alla fuoriuscita dalla band di Johnny Thunders e Jerry Nolan nel 1975. Nel 2004, dopo decenni di contrasti con il cantante originale dei Dolls David Johansen, Kane partecipò alla riunione dei membri originali sopravvissuti della band (Johansen e Sylvain Sylvain) per registrare un nuovo album e suonare un concerto a Londra, che successivamente fu il soggetto del documentario del 2005 New York Doll.
Il 13 luglio 2004, solamente 22 giorni dopo il concerto della riunione dei Dolls, Kane, sentendosi senza forze, si ricoverò in una struttura ospedaliera di Los Angeles. Lì gli fu diagnosticata una forma di leucemia in fase avanzata, e Kane morì appena due ore dopo. Aveva 55 anni.

## Discografia

### New York Dolls
- 1973 New York Dolls
- 1974 Too Much Too Soon

### Killer Kane
- 1975 Mr. Cool (singolo 7")